# 代官山 (昭島市)
代官山（だいかんやま）は、東京都昭島市の町名。現行行政地名は代官山一丁目から三丁目。郵便番号は196-0005。2024年8月1日に住居表示の実施により新設された。
「代官山」は拝島町の小字名にちなんで命名されたもので、室町時代に扇谷上杉氏の代官が館を構えていたと語り継がれていることに由来する。

## 地理
昭島市の北部に位置する。南はJR青梅線、北は玉川上水、東はつつじが丘、西は美堀町に接する。北から時計回りに、代官山一丁目・二丁目・三丁目の順に配置されている。
大部分が昭和飛行機工業の工場跡地である。南部には商工業施設が集積している。北部には パブリックゴルフ場があったが、跡地に物流施設・データセンター建設の計画が進められている。

## 住居表示実施までの経緯
昭島市では1979年（昭和54年）の住居表示審議会において、市内全域で住居表示を実施していく旨の答申がなされた。市内各地で住居表示が行われたが「昭島駅北側地区」では再開発が計画されていたため先送りされていた。その後、区画整理が行われ、また大規模マンションの建設が進められたことから、2023年に住居表示の必要性が高まったとして住居表示審議会が開かれることとなった。
対象区域内の字名は次の通り
- 上川原町 二ノ宮台下（にのみやだいした） - 北東部
- 上川原町 古新田（こしんでん） - 南東部
- 大神町 古新田（こしんでん） - 南東部
- 田中町 後小欠（うしろこはけ） - 南部広域
- 拝島町 小欠（こばけ） - 西部広域
- 拝島町 代官山（だいかんやま） -  東部広域

6月8日の第1回会議では委員の顔合わせののちに、市民を対象とした町名公募を行うこと、公募の結果を踏まえて審議会で議論を行うことが確認された。
昭島市在住・通勤・通学者を対象に7月1日から7月31日まで町名公募を行った。169名から129案があった。2件以上の案は次の通り
- 昭和の森（15件）
- 代官山（12件）
- くじら町（6件）
- 昭和の杜（4件）
- くじらの森、昭和の森町、つばさ町、花水木、みずき町、水の森、令和町（各2件）

8月22日の第2回会議では公募の結果を踏まえ議論が行われ、商業施設名称で馴染みのある「昭和の森」、歴史的地名で緑地名称にも使われている「代官山」、この2案に絞って次の会議で決めることが確認された。また、丁目の割振りについても確認された。
9月20日の第3回会議でも町名に対する意見は分かれたが、「昭和の森」については既に昭島駅の南側に昭和町があり、類似性や緊急時のリスクを考慮したことなどから、「代官山」を答申することに決定した。
10月2日に市長に対して答申が行われ、12月議会に「議案第85号 町の区域及び名称の変更」が提出された。12月7日の総務委員会、および12月15日の定例会において採決された。
2度の告示ののち、2024年7月5・6日に域内住民を対象に手続き説明会を実施、8月1日に住居表示の実施によって「代官山」となった。

## 歴史
- 1938年（昭和13年）昭和飛行機工業が東京工場を開設、航空機の製造を開始
- 1969年（昭和44年）北部にパブリックゴルフ場（18ホール、パー72）開設
- 1984年（昭和59年）4月 - ショッピングセンター「モリタウン」開業
- 1998年（平成10年）11月20日 - ホテル「フォレスト･イン 昭和館」開業
- 2015年（平成27年）3月 - モリパーク アウトドアヴィレッジ開業
- 2023年（令和5年）ゴルフ場の営業を終了
- 2024年（令和6年）8月1日 - 住居表示実施により代官山一丁目・二丁目・三丁目が成立[13]
- 2025年（令和7年）1月31日 - ホテル「フォレスト･イン 昭和館」営業終了[14]

## 世帯数と人口
2025年（令和7年）6月1日現在（昭島市発表）の世帯数と人口は以下の通りである。なお、三丁目の人口は0人のため、省略する。
| 丁目         | 世帯数  | 人口    |
| ------------ | ------- | ------- |
| 代官山一丁目 | 110世帯 | 129人   |
| 代官山二丁目 | 465世帯 | 1,081人 |
| 計           | 575世帯 | 1,210人 |

## 学区
市立小・中学校に通う場合、学区は以下の通りとなる（2024年8月時点）。
| 町名         | 番地    | 小学校                   | 中学校             |
| ------------ | ------- | ------------------------ | ------------------ |
| 代官山一丁目 | 全域    | 昭島市立拝島第二小学校   | 昭島市立拝島中学校 |
| 代官山二丁目 | 1〜5番  | 昭島市立つつじが丘小学校 | 昭島市立瑞雲中学校 |
| 代官山二丁目 | 6〜10番 | 昭島市立拝島第二小学校   | 昭島市立拝島中学校 |
| 代官山三丁目 | 全域    | 昭島市立拝島第二小学校   | 昭島市立拝島中学校 |

## 交通
鉄道
- 東日本旅客鉄道（JR東日本）昭島駅（当駅は代官山二丁目に接しているが、駅舎所在地は昭和町二丁目）

## 施設
- 昭島市立拝島第二小学校（代官山一丁目）
- 警視庁昭島警察署 堀向駐在所（代官山一丁目）
- 三井住友銀行 昭島支店（代官山二丁目）
- 昭島駅前郵便局（代官山二丁目）
- モリタウン【イトーヨーカドー昭島店、トイザらス昭島店、MOVIX昭島など】（代官山二丁目）
- 昭和飛行機工業（代官山三丁目）

※ 代官山一丁目・つつじが丘一丁目の約58.8ヘクタールに複数の物流施設・データセンターを建設することが計画されている。

## その他

### 日本郵便
- 郵便番号 : 196-0005[2]（集配局 : 昭島郵便局[17]）。